# پایگاه استبداد

نقشه جهان (شامل ایالات متحده با رنگ آبی) و کشورهایی که توسط دولت ایالات متحده در سال ۲۰۰۵ به عنوان «پایگاه‌های ستمگری» شناخته شده‌اند که منقش به رنگ سبز هستند شامل:
بلاروس، Cuba، Iran، میانمار، North Korea وZimbabwe.

پایگاه استبداد اصطلاحی است که در سال ۲۰۰۵ توسط وزیر وقت امور خارجه ایالات متحده آمریکا، کاندولیزا رایس و به دنبال آن دیگر اعضای هیئت دولت، برای توصیف حکومت‌هایی که رژیمی دیکتاتوری و تمامیت‌خواهانه دارند استفاده شد. این اصطلاح به‌طور خاص موصوف بلاروس، کوبا، ایران، میانمار، کره شمالی و زیمبابوه به عنوان مصادیق پایگاه ستمگری بود. رایس خاورمیانه را منطقه‌ای استبدادی، وامانده و خشن توصیف کرد.

## کاربرد
علاوه بر استفاده از عبارت «پایگاه ستمگری» در یک نامه کتبی در سال ۲۰۰۵ به کمیته روابط خارجی مجلس سنا، رایس در بیانات خود در کمیته روابط خارجی سنا در ۱۸ ژانویه ۲۰۰۵ جزئیاتی را برای توصیف «جامعه مرعوب» ارائه داد:
جهان باید چیزی را که ناتان شارانسکی به آن «آزمون میدان شهر» می‌گوید را بپذیرد: اگر شخصی نتواند بدون ترس از بازداشت شدن، عواقب یا آسیب فیزیکی، در میدان اصلی شهر، دیدگاه‌ها و عقاید خود را بیان کند، پس آن فرد در یک جامعه مرعوب زندگی می‌کند، نه جامعه‌ای آزاد. ما نمی‌توانیم مادامی که فردی در یک جامعه مرعوب زندگی می‌کند آرام بگیریم مگر این که او آزادی‌اش را بازستاند.
رایس در ادامه بلاروس، برمه، کوبا، ایران، کره شمالی و زیمبابوه را به عنوان نمونه‌های از پایگاه ستمگری معرفی کرد.
دیگر حکومت‌ها نیز به‌طور ضمنی در سخنان وی به عنوان بخشی از اراضی خاورمیانه مورد انتقاد قرار گرفتند:
ریس جمهور جورج بوش، شش دهه بهانه‌گیری و وفق یافتن با عدم آزادی به امید خریدن ثبات به بهای از دست رفتن آزادی در خاورمیانه را کنار گذاشت. حمایت‌های بیش از این ممکن نیست. مادامی که اراضی خاورمیانه مناطقی استبدادی، مأیوس و خشن است چیزی جز جنبش‌هایی که امنیت آمریکا و متحدین ما را تهدید می‌کند در پی نخواهد داشت.

## واکنش‌ها
دولت کره شمالی اعتراضات شدیدی را علیه بیانات فوق ابراز کرد و اعلام داشت که تا زمانی که ایالات متحده عذرخواهی نکند، به مذاکرات شش جانبه در مورد بحران تسلیحات هسته ای کره بر نمی‌گردد. در ۲۱ ژوئن ۲۰۰۵، پائولا دوبریانسکی مسئول دموکراسی و امور جهانی ایالات متحده از این اصطلاح در طی سخنرانی برای مؤسسه هادسون استفاده کرد: "کره شمالی، برمه، زیمبابوه و کوبا پایگاه ستمگری هستند." در پاسخ، هان سونگ ریول معاون سفیر کره شمالی در سازمان ملل اظهار داشت: «از سرگیری مذاکرات شش جانبه در گرو عدم استفاده ایالات متحده از لفظ" پایگاه ستمگری" ظرف یک ماه آینده است.» بان کی مون، وزیر امور خارجه کره جنوبی که نگران پیامدهای روابط بین دو کره بود در این خصوص اظهار کرد: "برای یک مقام بلندپایه آمریکایی تاسف آور است که کره شمالی را «پایگاه ستمگری» بنامد، چراکه این اظهارات برای داشتن فضایی صلح آمیز بین دو کره نامناسب است. "
در همین راستا، رئیس‌جمهور آفریقای جنوبی، تابو مبیکی، که با اجتناب از انتقادات عمومی از رابرت موگابه، سعی داشت تا فضای مسالمت آمیزش با همسایه خود یعنی زیمبابوه را حفظ کند، از اصطلاح فوق ابراز نارضایتی نمود. «این [اصطلاح] اغراق‌آمیز می‌باشد و ایالات متحده هرکاری که با آن لیست شش تایی از کشورهای مذکور، یا هر کشور دیگری، می‌خواهد بکند واقعاً بی‌اعتبار است.»
برخی از مفسران، ایالات متحده را متهم به اعمال استانداردهای دوگانه در رابطه با استفاده از اصلاح "پایگاه‌های ستمگری" کردند، زیرا کشورهای ذکر شده به عنوان پایگاه‌های ستمگری محدود به حکومت‌هایی هستند که معمولاً توسط وزارت امور خارجه آمریکا در گزارش سالانه کشور در امور حقوق بشری و آزادی‌های بین‌المللی مذهبی مورد انتقاد قرار می‌گیرند. به عنوان مثال، آمیتابه پال از پروگراسیو نوشت: همان‌طور که رایس به‌طور خاص از به‌کارگیری این اصطلاح در مورد کشورهایی مانند عربستان سعودی، گینه استوایی و جمهوری آذربایجان خودداری می‌کند، پیشنهاد می‌کند که دولت انگیزه‌های خود برای اظهارات حقوق بشری‌اش را که به شدت وابسته به منافع استراتژیک و اقتصادی ایالات متحده هستند، پنهان نماید".
واشینگتن پست مجموعه ای از فرمها و مصاحبه‌های مربوط به کشورهایی را منتشر کرده‌است که رایس به عنوان نمونه‌هایی از پایگاه ستمگری عنوان کرده‌است.

## مقایسه با دیگر طبقه‌بندی‌های ایالتی و نوواژه‌های سیاسی
این اصطلاح با عبارت "محور شرارت" جورج دبلیو بوش، مقایسه شده‌است، اما با آن مفاهیم یکسانی ندارد. "محور شرارت" به کشورهایی گفته می‌شود که در حال توسعه سلاح‌های کشتار جمعی و نیز حمایت از تروریسم هستند، در حالی که "پایگاه ستمگری" به سیستم سیاسی داخل یک کشور اشاره دارد.  در وزارت امور خارجه اصطلاح "پایگاه ستمگری"به‌صورت رسمی استفاده نمی‌شود.